# کیریل پانچنکو
کیریل پانچنکو (روسی: Кирилл Викторович Панченко؛ زادهٔ ۱۶ اکتبر ۱۹۸۹) بازیکن فوتبال اهل روسیه است.
از باشگاه‌هایی که در آن بازی کرده‌است می‌توان به باشگاه فوتبال زسکا مسکو، باشگاه فوتبال دینامو استاوروپول، و باشگاه فوتبال موردوویا سارانسک اشاره کرد.
وی همچنین در تیم‌های ملی فوتبال Russia-2 national football team و روسیه بازی کرده‌است.